# 2014年泰國政變
2014年泰國政變，是指發生於2014年5月22日，由泰國軍方陸軍總司令巴育·占奥差與軍方官員透過電視向全國宣布強行接管政府的一次軍事政變。聲明中聲稱：「為了讓國家盡快恢復正常，維和委員會及皇家陸軍、皇家空軍和警方需要徵收內閣權力，時間從5月22日下午4時30分起。」而這也是泰國1932年以來第12次軍事政變，上一次政變是在2006年。政變發生後，泰銖迅速貶值，其后由巴育自任泰国代首相，稍後直接出任總理，並成立軍政府及委任立法議會。

## 背景
2011年泰國大選，盈拉·欽那瓦與为泰党（PTP）獲得了壓倒性勝利，英拉組成新政府並擔任總理。2013年11月，民主黨籍的素貼·特素班為領袖，與數個團體組成了人民民主改革委員會（PDRC），策動了反政府的示威騷亂，素貼並自任該委員會秘書長，期間曾與親政府的泰國紅衫軍發生多起衝突，當中亦有人死傷。
2013年12月，英拉解散眾議院，並訂於2014年2月2日舉行大選。但由反政府示威者的阻擾及民主黨杯葛選舉，大選的各地投票並未能在同一天完成，部分選區的議員無法產生，故軍方控制的泰國憲法法院在2014年3月21日以「違憲」為由判決選舉「無效」。
2014年5月7日，受軍方控制的泰國憲法法院再解除英拉與多個內閣首長職務。 其後，由副總理兼商務部長的尼瓦塔隆·汶颂派讪被選為看守政府總理以取代英拉，但騷亂仍在持續。

## 政變之前

### 戒嚴

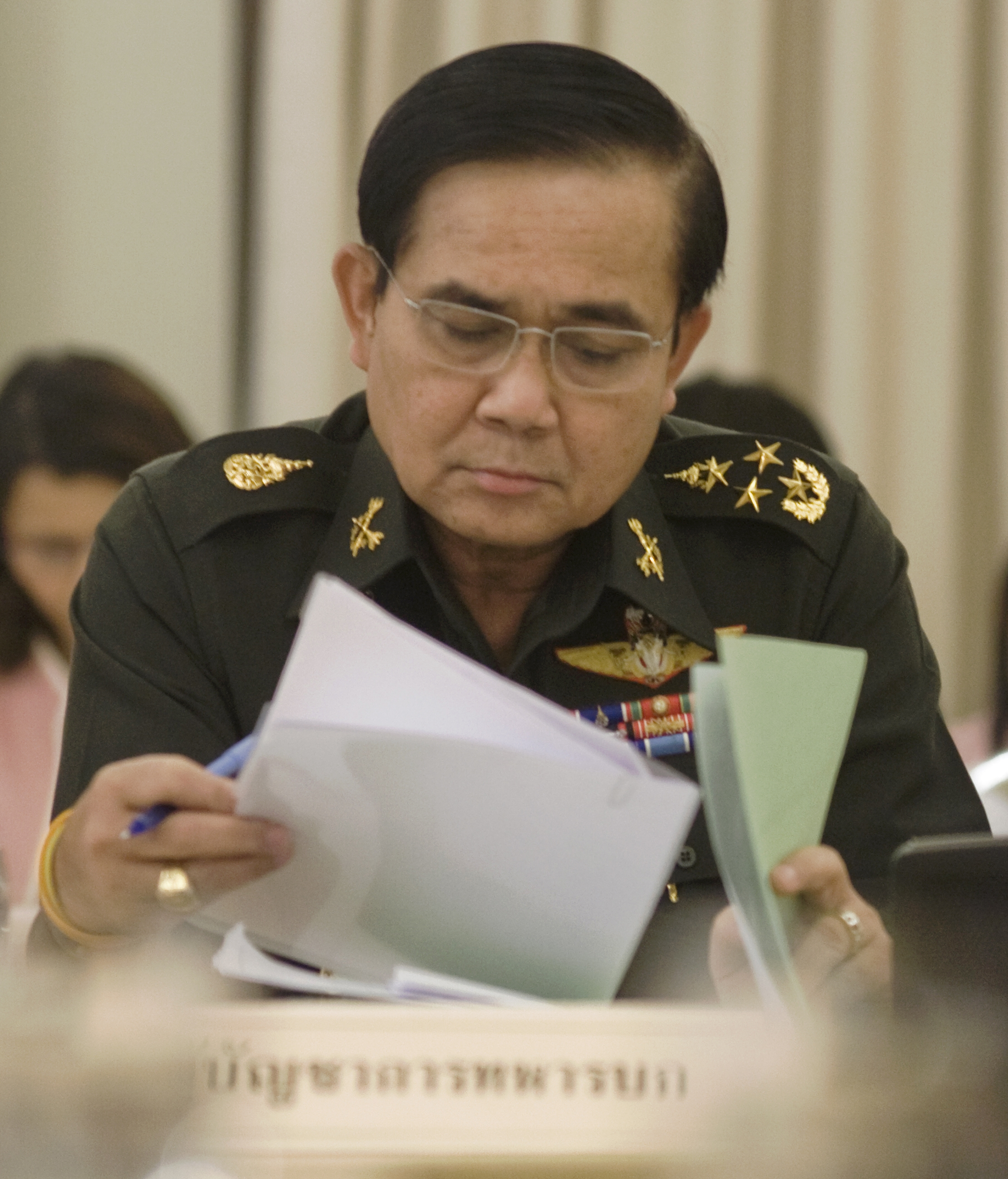
泰國陸軍總司令巴育·占奥差2010年資料照

2014年5月20日，時任泰國皇家陸軍（RTA）總司令的巴育將軍發動政變，宣布根據《1914年泰國戒嚴法》，自當地時間凌晨三時起全國戒嚴。他透過電視發表演說時聲稱，軍方實行戒嚴，是為「使各地持續的暴力抗議行為盡早落幕並恢復和平」。
戒嚴後，巴育將軍非法解散看守政府成立的警務機構：和平秩序行政中心（Centre for Administration of Peace and Order，CAPO），然後自組了「維持和平與秩序指揮部」（Peace and Order Maintaining Command，POMC），並自任指揮官。
POMC被賦予「阻止、抑制、減輕和化解」任何「影響國家安全情事」的極大權力，並承擔起「為各方人民即時恢復和平」的責任，且可引用戒嚴法任一條款強制傳喚任何人；巴育將軍也強迫包含警察、海軍、空軍與國防部在內的全部人員必須加入POMC。
叛軍從PDRC的暴徒手中接管了泰国政府大楼，並在曼谷各要處都配置人員駐守，封鎖了主要道路。叛軍也控制了國內一部分，與全曼谷的電視臺。這些被強行關閉的電視臺，當中包括有戒嚴前支持PDRC與紅衫軍的。
之後，巴育限制新聞自由，全部媒體僅能播出有關他與POMC的報導，以取代一般節目，並嚴禁發布可能影響軍方獨裁管治的資訊，迫令全部的政府部門負責人直接向他彙報。
2014年5月21日，POMC成立了一個「互联网审查工作組」，迫令互联网服务供应商管制線上內容，限制言論自由，並向該「工作組」報告。
看守政府表示，軍方從未向其商議過戒嚴的決定；而軍方聲稱這「不是政變，政府仍舊保持運作」。

### 五方會談

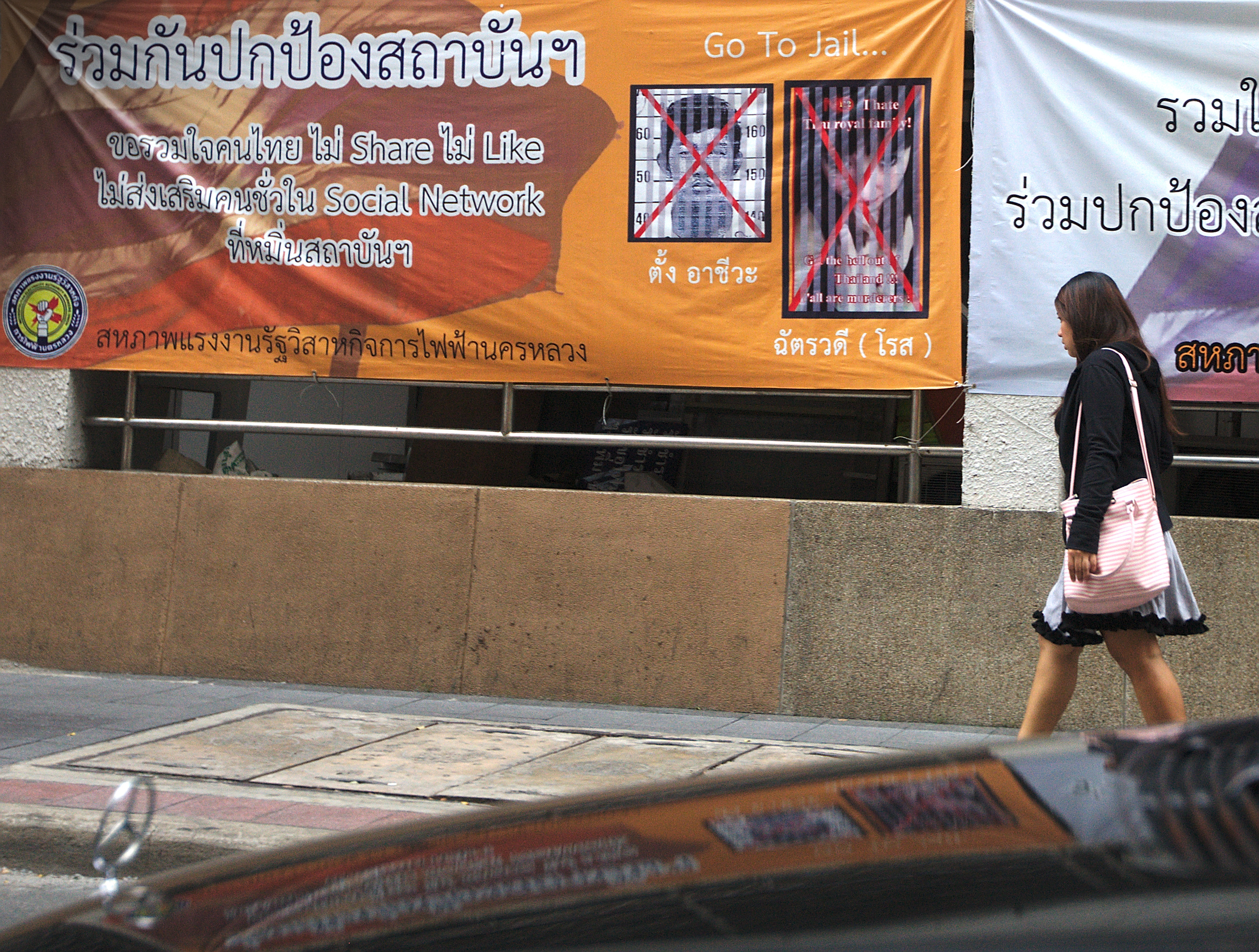
在曼谷的一面海報，攝於2014年6月30日，告知公眾在社交網站上“喜歡”或“分享”反对君主制的内容可能會使他們入監服刑。

在成立後兩天的5月22日，POMC曾召開與各方團體的會談。五方代表為：泰國看守政府總理尼瓦塔隆·汶颂派讪、泰國紅衫軍、為泰黨、人民民主改革委員會、泰國民主黨。當中包含了素貼·特素班、乍度蓬（Jatuporn Prompan）等人。但參加者間爭持不下，且不同意採納彼此意見。
此外，會談期間，泰國選舉委員會曾要求看守政府辭職，但依照憲法規定，看守內閣必須留任。因《泰王國2007年憲法》第181條規定，當眾議院全部解散時，內閣需保持運作，直至新內閣接手為止。
下午，POMC在位於威拍哇麗蘭室路的泰國陸軍俱樂部（Thai Army Club）舉行了另一次會談 ，此次會談進行了五小時。
在會議最終，巴育將軍对着作爲政府方代表的泰國司法部部長猜卡盛(Chaikasem Nitisiri)進行要脅： 「這次會談無法結束，因為你全都在談法律……（略）。總之，政府堅持不願辭職，對嗎？」猜卡盛回答：「暫時沒有。」緊接著，巴育將軍在會議中表示：「抱歉，我必須奪權。」，並下令拘留PDRC、內閣成員、紅衫軍，以及參加會議的政黨領導人，這使出席的媒體代表們感到驚愕。這些人被禁固在皇家禁衛軍第一步兵團（First Infantry Regiment of the King's Guards）。

## 政變

### 非法接管政府
下午5時左右，叛軍將五方代表帶到皇室護衛軍第一軍區「暫時休息」。隨後，泰國軍方召開電視記者會，由泰國陸海空三軍總司令與軍方資深官員共同宣布「接管」政權。17時26分媒體離開，18時26分宣佈宵禁，自22時起至23日凌晨5時止，全泰國人民禁止出門，只有軍人可以攜帶武器。全泰國商家與曼谷高架电车（BTS）、曼谷地鐵（MRT）和公交快線（BRT）必須在20時前結束營業。
在22日單方面宣布中止《泰王國2007年憲法》並強行解散泰國眾議院後，24日軍方再宣布解散泰國參議院，接收所有立法權，意即泰國已無民主制度，進入軍事獨裁統治。

### 實施宵禁
泰國軍方在發動政變篡奪政權後，宣布在全國各地實施夜間宵禁。軍方發言人在電視聲明中宣布：「根據戒嚴法，國家安全保護委員會（National Peace Keeping Committee）禁止王國全境任何人在晚上10時至凌晨5時離開家。」 叛軍並成立了相當於軍事執政團的「國家和平秩序維護委員會」（National Peace and Order Maintaining Council，縮寫：NPOMC）。

### 強行中止憲法
泰國軍方領袖22日強行中止憲法， 但國會上議院及所有法院將持續運作。軍方在全國電視上宣讀聲明說：「為了『讓國家順利運作』，（政變領袖已經）中止2007年憲法，君主政體的章節除外。」军方还迫令已被非法免职的政府内阁成员在22日结束前「向军方报告」。
泰國軍事政變24日進入第三天，陸軍總司令帕拉育強行解散國會上議院，另強行將國家警察總長和特別調查部部長解職，加緊集權的做法被《曼谷郵報》稱為「全面掌控」（total control）。上議院向來被視為保皇派，必要時可充當軍政府的橡皮圖章，遭解散讓觀察家感到意外。帕拉育稱，軍方已全面接管政府，作為不需要國會的認可。

### 控制媒體
泰國軍方政變後，全國所有電視台和廣播電台停止播放正常節目，僅播放軍方的內容，禁止新聞自由。軍方副發言人文泰在電視聲明中說：「所有廣播電台和電視台，包括衛星和有線，必須停止播放正常節目，僅播放軍方的內容，直到獲得新的指示為止。」

### 禁止集會
泰國軍方副發言人文泰（Winthai Suvaree）表示，泰國軍方禁止5人以上的人集會。軍方迫令政治示威群眾回家，將派遣部隊前往曼谷及周邊的親政府和反政府示威地點，「護送」民眾離開集會現場。第一軍區司令狄拉柴（Teerachai Nakwanit）告訴記者：「我們將派遣部隊和車輛，『協助』抗議民眾離開各集會地點。」

### 逮捕
5月22日晚，叛軍非法逮捕了曾任泰國勞工部長的差林（Chalerm Yubamrung）。5月23日，叛軍又強行禁固了前民選总理英拉及其多位家人。

### 紅衫軍
泰國軍方發動政變後，支持泰國前總理戴克辛的「紅衫軍」領袖原本堅持繼續集會。在叛軍朝「紅衫軍」示威的地點對空鳴槍之後，據路透社目擊者說，支持政府的「紅衫軍」示威者正在和平地離開抗議地點。
而紅衫軍領袖賈圖朋（Jatuporn Promphan）告訴支持者：「你們是否會投入抗戰？我們哪裡都不會去。不要恐慌，因為我們已經預料到這種情況。該發生的就會發生。」並揚言，倘若叛軍奪權，他們將群起反抗。

### 反政府示威者
軍方要求示威群眾回家后，數以千計民眾和平離開政府機關所在大樓附近的一處集遊場地。泰國政治危機爆發至今6個多月以來，反政府示威群眾首次解散。

## 各方反应

### 马来西亚
马来西亚外交部建议公民暂时不要前往泰国，并推迟任何不必要的访问。目前在泰国的马来西亚公民也被建议遵守宵禁，以保障个人安全。与此同时，前首相马哈迪·莫哈末曾表示，泰国政变不会对马来西亚的政治或经济产生影响，并表示自1957年独立以来，马来西亚人一直是守法的公民。

### 法國
5月22日，法國總統弗朗索瓦·奥朗德譴責政變，呼籲盡速恢復民主選舉。

### 美国

#### 美國國防部
5月22日，發言人Steven Warren上校說，「我們正在檢討與泰國軍方的合作關係」，當中包括了聯合海上戰備演習（Cooperation Afloat Readiness and Training，縮寫：CARAT），但還沒做出最後決定，因為「這僅發生在幾小時前，所以我們正在檢討。”

#### 美國國務院
美國國務卿约翰·克里於5月22日發表了聲明。聲明稱，「這種行為將對美泰關係帶來負面影響，尤其是我們與泰國軍方的關係。」

### 欧盟
歐盟對外事務部於5月22日發表了聲明。聲明稱歐盟對泰國當前的發展極為關切，呼籲泰國迅速回到合法的民主進程，
各方應保持克制，並為該國的利益一起合作。

## 外部連結
- （泰文）Peace and Order Maintaining Command（页面存档备份，存于）（在Facebook）：可在此找到相關的公告。
- （英文）Martial Law, B.E. 2457（页面存档备份，存于）（1914年戒嚴法）